# Akt ohne Worte II
Akt ohne Worte II (Acte sans parole II) ist ein pantomimisches Kurzstück des irischen Schriftstellers Samuel Beckett, welches die Fortsetzung zu seiner ersten Pantomime (Akt ohne Worte I) bildet. Wie viele seiner Werke schrieb Beckett das Stück ursprünglich auf Französisch und übersetzte es danach selbst ins Englische. In den späten 1950er Jahren geschrieben, wurde das Stück zuerst am Calderon Press Institute in Oxford unter der Regie von John McGrath aufgeführt. Der Erstdruck erfolgte in New Departures 1 im Sommer 1959.
Es wurde am 2. Juli 1964 im Aldwych Theatre in London uraufgeführt. Freddie Jones interpretierte A und Geoffrey Hinsliff B.

## Handlung

Regieanweisungen von Beckett

Zwei Säcke und ein kleines Häufchen sorgfältig zusammengelegter Kleider liegen auf einer niedrigen, „grell beleuchteten“ (violently lit) Plattform im Hintergrund der Bühne. In jedem Sack ist ein Mann verborgen: A rechts, B links.
Ein spitzer Stachel („goad“) dringt von rechts in das Blickfeld, sticht in den Sack von A, weckt ihn für seine tägliche Routine auf und verschwindet wieder. Nachdem A einen zweiten Stich erhalten hat, schlüpft er schließlich aus seinem Sack. Er bewegt sich langsam und linkisch. Er nimmt Pillen, betet, beißt ein Stück von einer Möhre ab und „spuckt es angewidert aus“. „Er ist ein Trübsalbläser, ein hypochondrischer Träumer, vielleicht ein Poet.“ Seine Haupttätigkeit besteht darin, den noch vollen Sack wegzutragen und wieder in seinen eigenen Sack zu kriechen, sodass nun der Sack von B den Stichen des Stachels ausgesetzt ist.
Der Stachel erscheint wieder, diesmal wird ein Rad sichtbar, auf dem der Stachel geführt wird. Der Stachel sticht in den anderen Sack und verschwindet ebenso wie vorher. B kriecht aus seinem Sack. Er bewegt sich präzise, effizient und eifrig. Es benötigt nur einen Stich, um ihn aufzuwecken. Die Sachen, die vermutlich er zusammengefaltet hatte, liegen nun verstreut – ein klarer Beweis, dass noch jemand da sein muss. Aber er reagiert in keiner Weise darauf, sondern macht sich einfach an die Arbeit. Er weiß sich anzuziehen und achtet auf seine Kleidung. Er achtet auch mehr auf sich selbst als A (er putzt sich die Zähne und macht Frühsport), ist besser organisiert (er sieht insgesamt 11 Mal auf die Uhr, und zieht Karte und Kompass zu Rate, bevor er sich daran macht, die Säcke zu verschieben), dennoch ist seine Arbeit ebenso sinnlos. Becketts Regieanweisung verlangt, dass B seine Routine rascher ausführen soll, sodass er, obwohl er mehr zu tun hat als A, ungefähr die gleiche Zeit dafür benötigt wie dieser. Nachdem er die Säcke bewegt hat, zieht er sich aus und legt seine Kleidung, anstatt sie auf einen Haufen zu werfen, zu einem Stapel zusammen, bevor er wieder in seinen Sack zurückkriecht.
Wieder erscheint der Stachel (so weit, dass nun ein zweites Rad sichtbar wird) und weckt A. Wieder werden dazu zwei Stiche benötigt. A beginnt, seine vorherige Pantomime noch einmal zu spielen, wird diesmal aber vom Blackout unterbrochen, mit dem das kurze Stück endet.
Das Spektrum der ersten Kritiken reichte von „verwirrt bis ablehnend“. In den USA erging es dem Stück nicht viel besser, auch wenn Beckett an Thomas MacGreevy schrieb: „Niemals hatte ich so gute Besprechungen.“ Der Regisseur Alan Schneider glaubte, „Kritiker scheinen nicht das kommentieren zu können, was vor ihnen ist, ohne sich auf die älteren Stücke zu beziehen und ihre früheren Reaktionen zu rationalisieren.“

## Interpretation

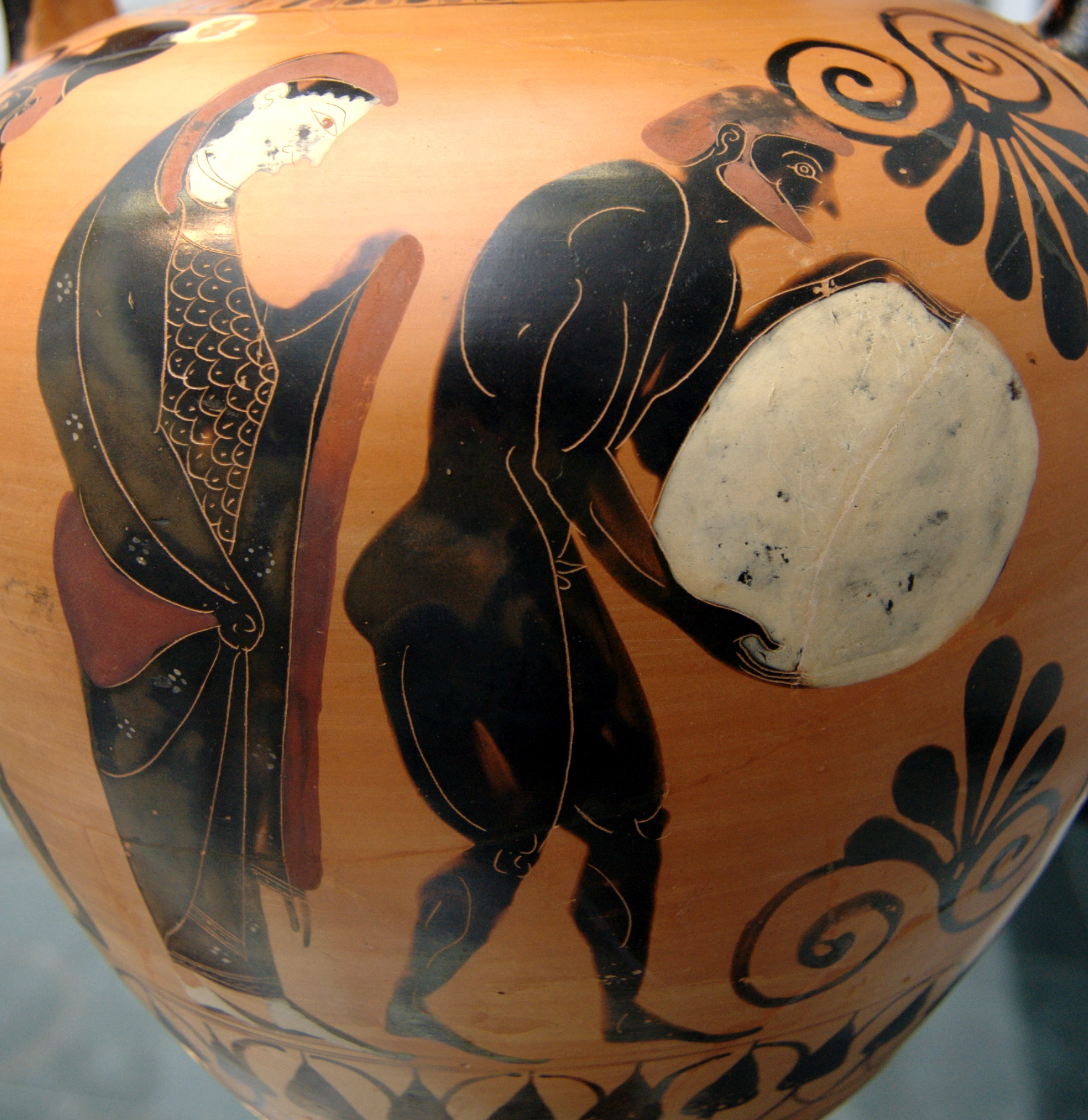
Persephone überwacht Sisyphos in der Unterwelt. Attische schwarzfigurige Amphore, ca. 530 BC, Staatliche Antikensammlungen (Inv. 1494)

„Das Stück beginnt erst dann zu sprechen, wenn die mechanischen Figuren auf irgendeine Weise vermenschlicht werden. Wenn es Trost gibt, dann deswegen, weil die Menschen ihre zwar nichtige und immer gleiche Mühsal doch immerhin miteinander teilen, selbst wenn sie keinen direkten Umgang miteinander haben.“ Die beiden Männer arbeiten zusammen daran, sich der wie auch immer gearteten externen oder elementaren Macht zu entziehen, die sich hinter dem Stachel verbirgt und mit immer mehr Rädern dagegen arbeitet. Es erscheint logisch, dass A und B irgendwann in sicherer Entfernung außerhalb der Reichweite des Stachels sein werden, aber was dann? Werden sie ohne den Stachel, der sie antreibt, in ihren Säcken zusammengekauert sitzen bleiben? Ist das der Tod?
Eugene Webb nimmt eine andere Perspektive ein. Er denkt, dass „der Stachel den inneren Zwang des Menschen nach Tätigkeit darstellt. Wenn der Mensch sich auf nichts mehr außerhalb seiner selbst verlassen kann, gibt es dann noch etwas, das ihm den Wert seines Hoffens und Vertrauens beweist? Was Akt ohne Worte II darüber zu sagen hat, ist: dass der Mensch von einer zwanghaften Kraft angetrieben wird, die ihm niemals erlaubt, sich lange in Inaktivität zurückzuziehen.“
Der Namenlose endet mit dem berühmten Satzpaar: „Ich kann nicht weitermachen, ich werde weitermachen.“ (“I can’t go on, I’ll go on.”) Der Stachel stellt dar, was zwischen diesen beiden Sätzen passiert. Es gibt einige Gemeinsamkeit zwischen den Figuren A und B und den Hauptfiguren in Becketts Warten auf Godot, Vladimir und Estragon, die ihr Leben auf ganz gleiche Weise verbringen, die sich mit gegenstandslosen Aufgaben beschäftigen, um sich abzulenken und die Zeit totzuschlagen, und es dabei dennoch niemals zu irgendetwas von Bedeutung bringen. So gesehen, ist B mehr wie ein Geschäftsmann, „eine Art Pozzo [aus Warten auf Godot] […] auf groteske Weise effizient, ein Workaholic, ein gesunder Irrer.“ Sie präsentieren ein „zusammengesetztes Bild des Menschen“: B ist selbstständig und voll Eigeninitiative, A zieht es vor, an einen externen Gott zu glauben.
„Akt ohne Worte II zeigt, dass das Leben ausgehalten werden muss, wenn es nicht verstanden wird. Es gibt keine Triumphe, keine Auflösung […]. Es gibt keine Kontrolle des Prozesses“, nicht das Erkennen des ‘größeren Zusammenhangs’. „Weder A noch B bemerkt, dass jeder von ihnen den jeweils anderen auf dem Rücken trägt (oder dass es überhaupt einen anderen gibt), […] sie nehmen ihre Last als selbstverständlich an“, genau wie Molloy im gleichnamigen Roman Becketts. Die Handlung kann an einem oder zwei Tagen oder vielleicht an jedem Tag in ihrem Leben spielen. Die Bewegung nach links erinnert aber an „den Weg Dantes und Vergils im Inferno.“
Beim Lesen von Der Mythos des Sisyphos von Albert Camus entdeckte Beckett ein Symbol für die Zwecklosigkeit, Frustration und Absurdität aller menschlichen Arbeit: Sisyphus – einer der großen Sünder der griechischen Mythologie – erlitt ewige Bestrafung, indem er ständig einen großen Stein auf die Spitze eines Hügels rollen musste, nur um zu sehen, dass er wieder herunterrollte. Geboren sein, um einen ewigen Kreislauf von Erwachen-Aktivität-Ruhen zu vollführen und zu ertragen, ohne dass irgendein Sinn stiftender Fortschritt dabei erreicht wird, das ist es, was A und B heimsucht.

## Verfilmungen

### The Goad
1965 veröffentlichte Paul Joyce eine Verfilmung des Stücks unter dem Titel The Goad („Der Sporn“) mit Freddy Jones und Geoffrey Hinscliff. Er wurde in einer limitierten Ausgabe (500 Stück) von Nothing Doing in London [No. 1] (London: Anthony Barnett, 1966) veröffentlicht.

### NBC-Verfilmung
NBC strahlte 1966 eine von Alan Schneider inszenierte Version von Akt ohne Worte II aus.

### Beckett on Film
Im Projekt Beckett on Film („Beckett auf Film“) wurde das Stück im Stil eines Stummfilms der 1920er Jahre in schwarz-weiß verfilmt.
Da Beckett angegeben hatte, dass „[d]iese Pantomime […] auf einer niedrigen, […] schmalen Plattform im Hintergrund der Bühne gespielt werden [sollte]“, entschied sich der Regisseur Enda Hughes dafür, das Stück auf einem Film einzurichten, der durch einen Filmprojektor läuft. Anstatt des Blacks wird As Handlung dadurch abgebrochen, dass der Projektor ausgeschaltet wird. Die Handlung findet über drei Rahmen statt und erfüllt damit den „Fries-Effekt“, den Beckett anstrebte.